# 켈시 샌더스

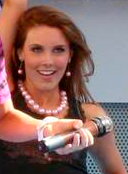
켈시 샌더스 (2009년)

켈시 샌더스(Kelsey Sanders, 1990년 7월 11일 ~ )는 미국의 배우, 텔레비전 배우, 영화배우이다.
애틀랜타에서 태어났다.

## 영화
- 빛이 있으라 (2017년) - 리포터 역
- 매터 오브 타임 (2015년)
- 11 세컨즈 (2013년)
- 헐리우드 이즈 라이크 하이스쿨 위드 머니 (2010년)
- 더 제너시스 코드 (2010년)
- 와일드 차일드 (2008년)
- 우리 가족 마법사 - 시리즈 (2007년)
- 아이칼리 시즌1 (2007년)